# Dalexa Meneses
Dalexa Meneses (Madrid, 10 de agosto de 2001) es un actriz de televisión nacida en España y radica en México. Ella es conocida principalmente por el personaje de Ceci en la serie de televisión mexicana de Netflix Madre solo hay dos, además ha participado en otros proyectos como La rosa de Guadalupe, Como dice el dicho y Está historia me suena en varios capítulos, Caer en tentación (2017), La suerte de Loli (2021), La rebelión (2022) y recientemente El amor invencible (2023).

## Filmografía

### Novelas
| Año  | Título             | Papel                       | Ref.        |
| ---- | ------------------ | --------------------------- | ----------- |
| 2023 | El amor invencible | Marena Ramos (joven)        | [ 7 ] [ 8 ] |
| 2021 | La suerte de Loli  | Samantha 'Sam' Torres Tovar | [ 9 ]       |
| 2019 | Los elegidos       | Cecilia                     |             |
| 2017 | Caer en tentación  | Carolina Rivas (joven)      |             |
| 2017 | Papá a toda madre  | Chiquinquirá Braun (niña)   |             |
| 2016 | Sueño de amor      | Anya Rodríguez (niña)       |             |

### Series y programas de televisión
| Año       | Título                 | Papel             | Ref.          |
| --------- | ---------------------- | ----------------- | ------------- |
| 2023      | Senda prohibida        | Martha Rubio      | [ 10 ]        |
| 2022      | La rebelión            | Regina            | [ 11 ]        |
| 2021      | Madre solo hay dos     | Ceci              | [ 12 ] [ 13 ] |
| 2019      | Esta historia me suena | Varios episodios  |               |
| 2016-2017 | Como dice el dicho     | Various episodios |               |
| 2014-2017 | La rosa de Guadalupe   | Varios episodios  |               |